# Dichrorampha chavanneana
Dichrorampha chavanneana is een vlinder uit de familie bladrollers (Tortricidae). De wetenschappelijke naam is voor het eerst geldig gepubliceerd in 1858 door de La Harpe.
De soort komt voor in Europa.